# Burket
Burket är en kommun (town) i Kosciusko County i Indiana. Vid 2010 års folkräkning hade Burket 195 invånare.